# Gaetano Orzali
Gaetano Orzali (Lucca, 5 marzo 1873 – Genova, 1954) è stato un ingegnere e architetto italiano.

## Biografia

### La formazione
Gaetano Orzali nacque a Luca, in borgo Giannotti, nel 1880 da Modesto Orzali (1851-1931), costruttore e impresario edile. Fu l'esponente più celebre di una famiglia di importanti costruttori, fra i quali il padre stesso (progettista di edifici come Villa Orzali, Villa Berrettini, chalet Martini, negozio Martini) e lo zio Achille (Villa Lazzeroni, palazzi Landucci e Lipparelli, palazzina Simi), che con la loro opera nell'edilizia residenziale diedero un contributo fondamentale al rinnovamento urbanistico lucchese fra l'Ottocento e il Novecento.
Dopo gli studi e la laurea presso la Regia Scuola di Applicazione per gli ingegneri civili, industriali ed architetti di Roma nel 1895, dottore in ingegneria civile e architetto, Ozali nel 1897 si diplomò all'Accademia di belle arti di Firenze. Nel 1896, durante gli studi all'Accademia e ancora allievo architetto, fu presso Palazzo Vitelleschi a Tarquinia fra le squadre impegnate nei rilievi del portone d'ingresso. Cresciuto all'ombra di una solida tradizione toscana, fu uno dei maggiori esponenti dello stile liberty, pur mantenendo sempre, talora sottotraccia, un personale gusto d'influenza classica rinascimentale. Fu anche tenente del Genio.

### Gli inizi a Lucca
Iniziò dapprima a esercitare la professione nella città natia. Uno dei suoi primi progetti di cui si ha notizia è la costruzione della chiesa di San Martino in Freddana a Pescaglia, in provincia di Lucca, edificata fra il 1897 e il 1904 in un vivace stile eclettico. Sempre a Lucca progettò la torre di Brancoli, una croce-monumento costruita nel 1900, alta più di 18 metri, e inaugurata il 13 ottobre 1901 (distrutta poi dalle truppe tedesche in ritirata durante la seconda guerra mondiale nel luglio 1944 e in seguito ristrutturata). Nel 1900 tentò di diventare professore di disegno elementare e geometrico nel Regio istituto di belle arti in Lucca, candidandosi al concorso dell'aprile 1900, venendo «preso in considerazione» nella selezione finale, ma poi scartato.

### Il successo a Genova
Si trasferì allora a Genova, definitivamente, a soli 29 anni, nel 1902. Fu qui che Orzali svolse la sua attività principale e divenne celebre. Prese studio in via Archimede 21, nell'area vicino alla stazione di Genova Brignole dove erano in corso significative rivoluzioni urbanistiche. Giunse nel capoluogo ligure in un momento importante per la città, quando l'assetto stava cambiando e grandi e rilevanti quartieri residenziali stavano nascendo. Fu coinvolto dalle committenze della famiglia Croce, ma fu protagonista soprattutto del rinnovamento di via XX Settembre, progettanto il monumentale palazzo (1905) di fronte alla Chiesa di Santo Stefano, al civico 29 della nuova principale arteria cittadina genovese, a pochi metri dal Ponte monumentale, e presso il quale prese anche per un periodo il suo studio. Fu autore anche dello sfarzoso arcone monumentale all'incrocio fra via XX Settembre e via Portoria (poi via V Dicembre). Progettò inoltre grandi rivoluzioni urbanistiche che, partendo dalla parte bassa della via, quella che si apre sulla area antistante alla stazione di Genova Brignole e al torrente Bisagno, giungeva sino a Corso Italia e a Molo Giano. La più significativa trasformazione di quest'area cittadina, ovvero la copertura del Bisagno e il piano regolatore delle aree adiacenti, fu deliberata nel 1919 e terminata nel 1930, e fra gli studi preliminari utilizzati per la realizzazione dell'intervento vi furono: quello di Orzali, di Benvenuto Pesce Maineri, Renzo Picasso, Giuseppe Cannovale e vari altri.
(Atti della Società italiana per il progresso delle scienze, 1913)
A Genova fu anche progettista di molta architettura residenziale signorile, come la celebre Villa Lavarello di via San Nazzaro nell'allora città di San Francesco d'Albaro, la Villa de Nobili Fossati Raggio (1906, modificata nel 1919), il Palazzo in via G. Carducci angolo via G. Medici del Vascello in Albaro, il Palazzo in via Alessandro Malaspina a Cornigliano, e varie importanti ville in via San Nazaro ad Albaro. Nel capoluogo genovese fu anche sindaco (ovvero colui che presiedeva le riunioni del consiglio di amministrazione e rappresentava la società) del Saponificio Ligure, importante società con sede a Rivarolo in via Cesare Battisti, oltre che membro del consiglio di amministrazione della Società Cementifera Italiana. Fece parte anche della S.A. Ercole Marchetti di Milano. Nel 1910 decise di diventare socio vitalizio del Touring club italiano, versando la quota, assai rilevante per allora, di lire cento. Nel 1929 dichiarava un reddito di seimila lire, che il Ministero delle Finanze gli contestava invece essere cinquantamila lire (ovvero, per quell'anno, il più alto fra tutti gli operanti nelle "professioni tecniche" nell'intero comune di Genova).

### I lavori a Viareggio e Lucca
Pur mantenendo studio a Genova, lavorò anche a Viareggio e soprattutto nella natia Lucca, chiamato a partecipare al rinnovamento urbanistico della città antica di inizio Novecento. Lavorò all'ampliamento Teatro del Giglio, discusso personalmente con Giacomo Puccini e il sindaco (1911), e alla creazione della galleria tra piazza San Michele e piazza Grande (1926). Si occupò anche del restauro di edifici religiosi, fra i quali la Chiesa di San Romano, in cui progettò l'altare maggiore (1924), e la Chiesa di San Francesco di cui progettò il completamento della facciata (1927). Nel 1925 firmò anche il piano regolatore di riqualificazione del centro cittadino. Fra il 1925 e il 1927 lavorò all'edificio della S.A. Idroelettrica Gallicanese, alla facciata di Banca Bertolli di Piazza San Michele, e sui palazzi Sestini e Mantaiuti. Fra le opere a Lucca spiccano inoltre vari edifici privati, quasi sempre in stile liberty, come Villa Ducloz (1903), Villa Fanucchi (1910), Villa D'Andia, Villa Malerbi (1929), Villa Puccinelli, Villa Simonini o Simonetti (1909), i Villini Franchini (1907 e 1914) Sempre a Lucca, pur mantenendo lo studio a Genova, almeno fra il 1922 e il 1933 risultava membro della Commissione provinciale per la conservazione dei monumenti e degli oggetti di antichità e d'arte.
A Viareggio, invece, area in cui operò anche il padre Modesto, fra gli altri progetti di cui si occupò spiccano i Villini Chizzolini (1910), l'Hotel Imperiale (1913), e il Villino Il Guscio.

### Gli ultimi anni e la morte
Nella maturità, fu influenzato anche dal razionalismo, letto probabilmente come una versione moderna del classicismo che aveva pervaso la sua produzione sino ad allora.
Visse e lavorò a Genova più di cinquantanni, e qui vi morì nel 1954. Come da sue volontà, fu poi traslato e sepolto a Lucca.
Ebbe un figlio, Alessandro, nato a Lucca il 18 novembre 1901.

## Galleria d'immagini

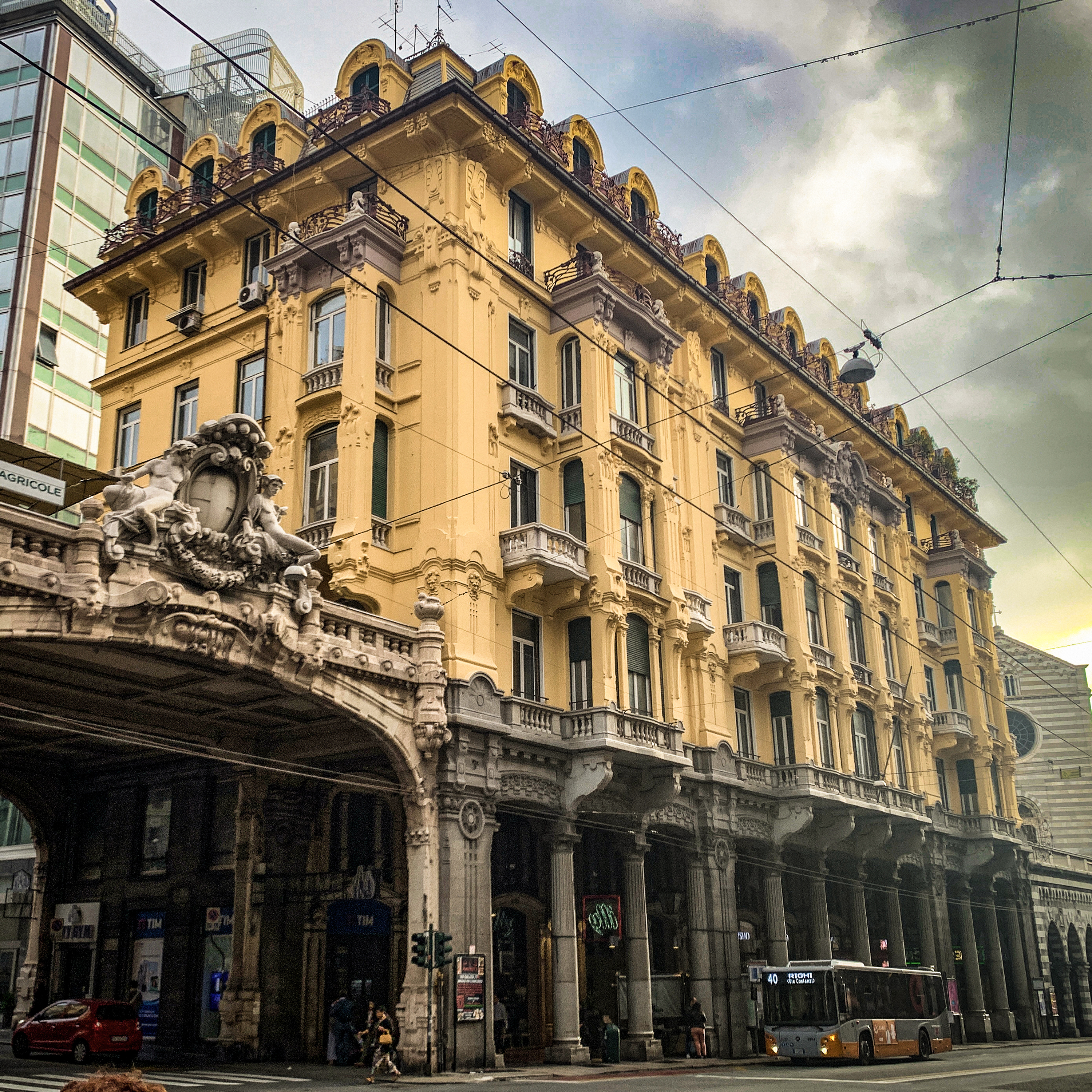
Il palazzo Orzali, al civico 29 di via XX Settembre, a Genova
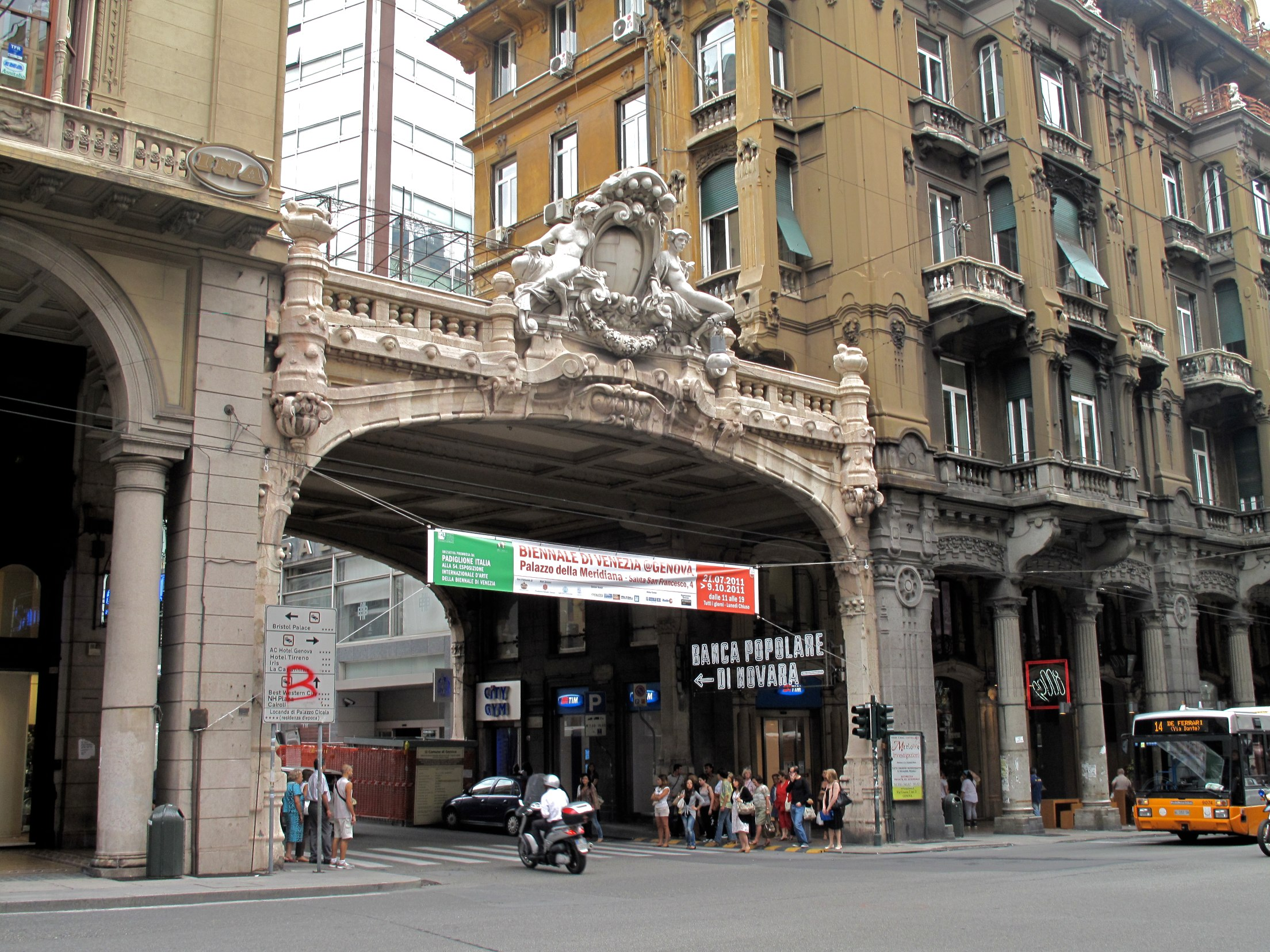
L'arcone monumentale all'incrocio fra via XX Settembre e via V Dicembre, a Genova
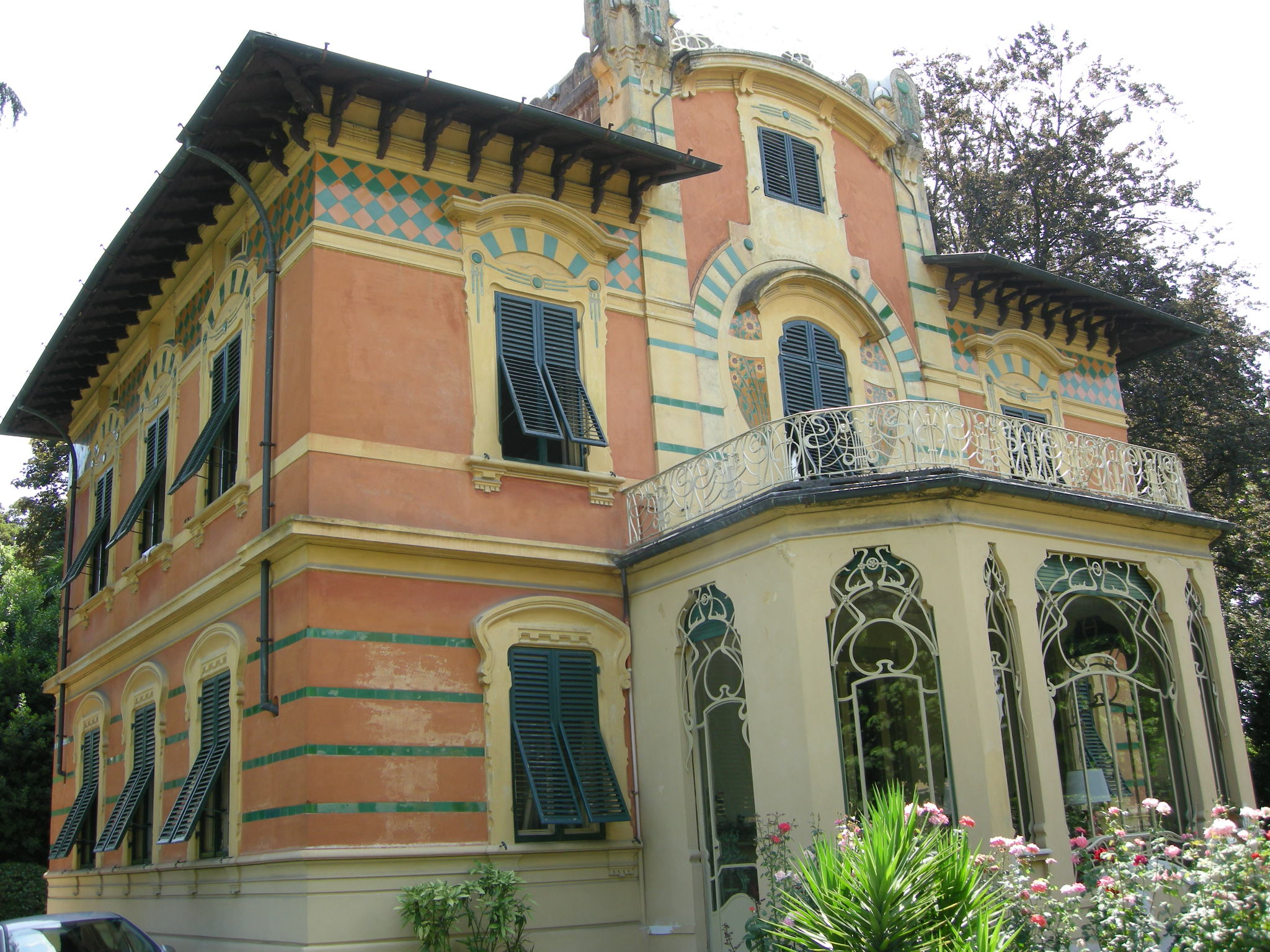
La facciata di Villa Ducloz-Dianola, a Lucca
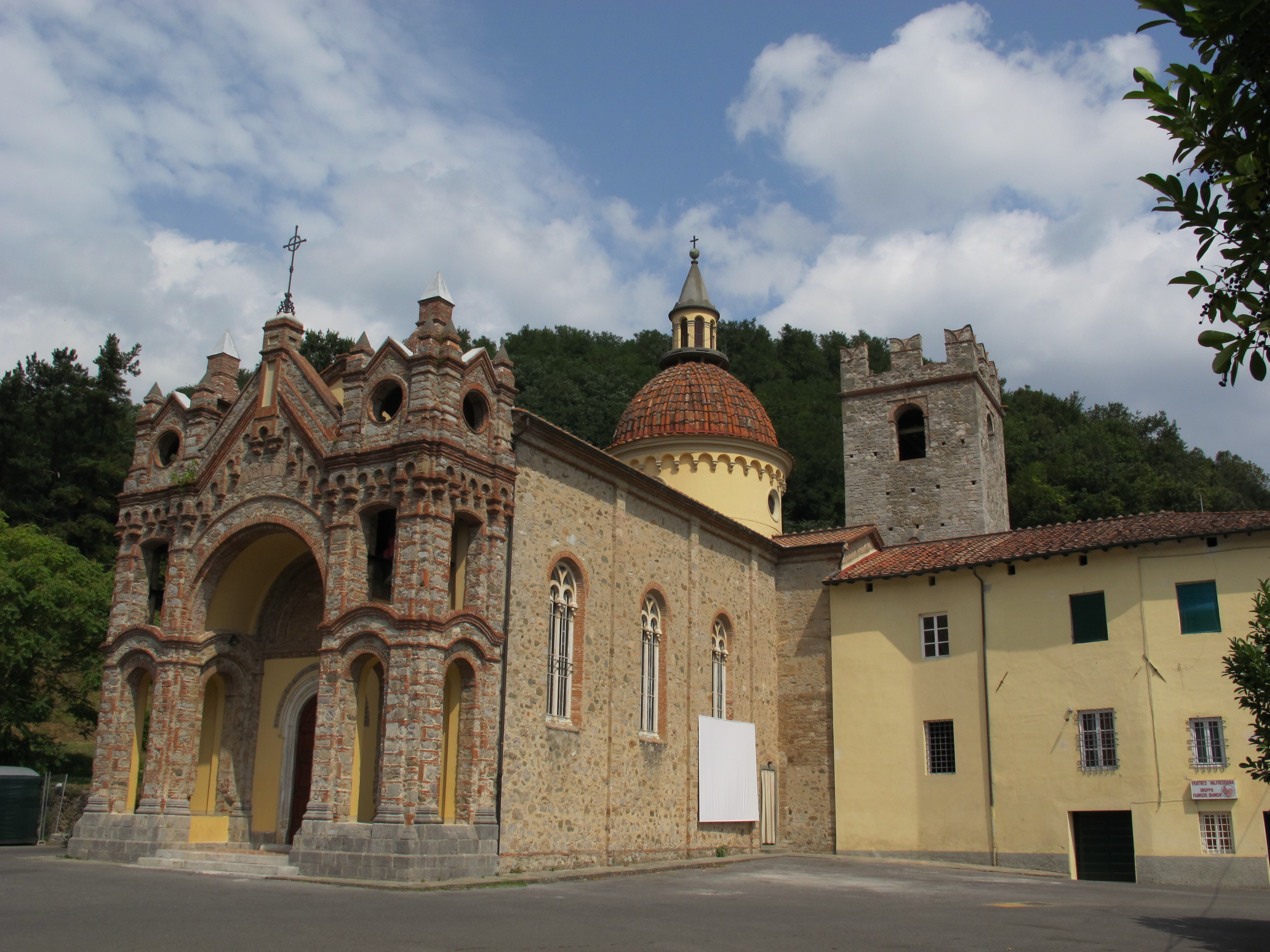
La chiesa di San Martino in Freddana, a Pescaglia
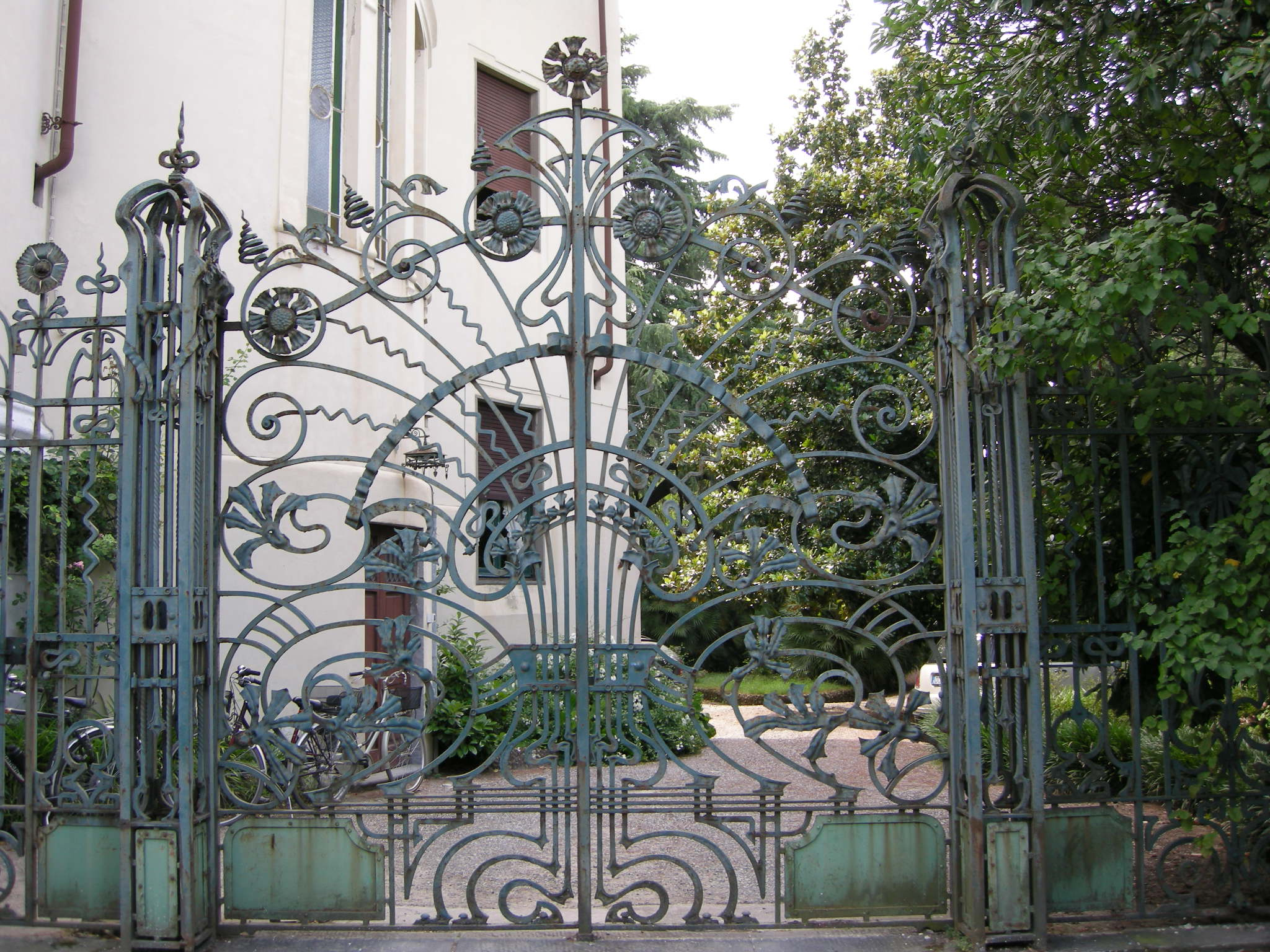
Cancellata in stile liberty opera di Orzali, presso Villa Simonini
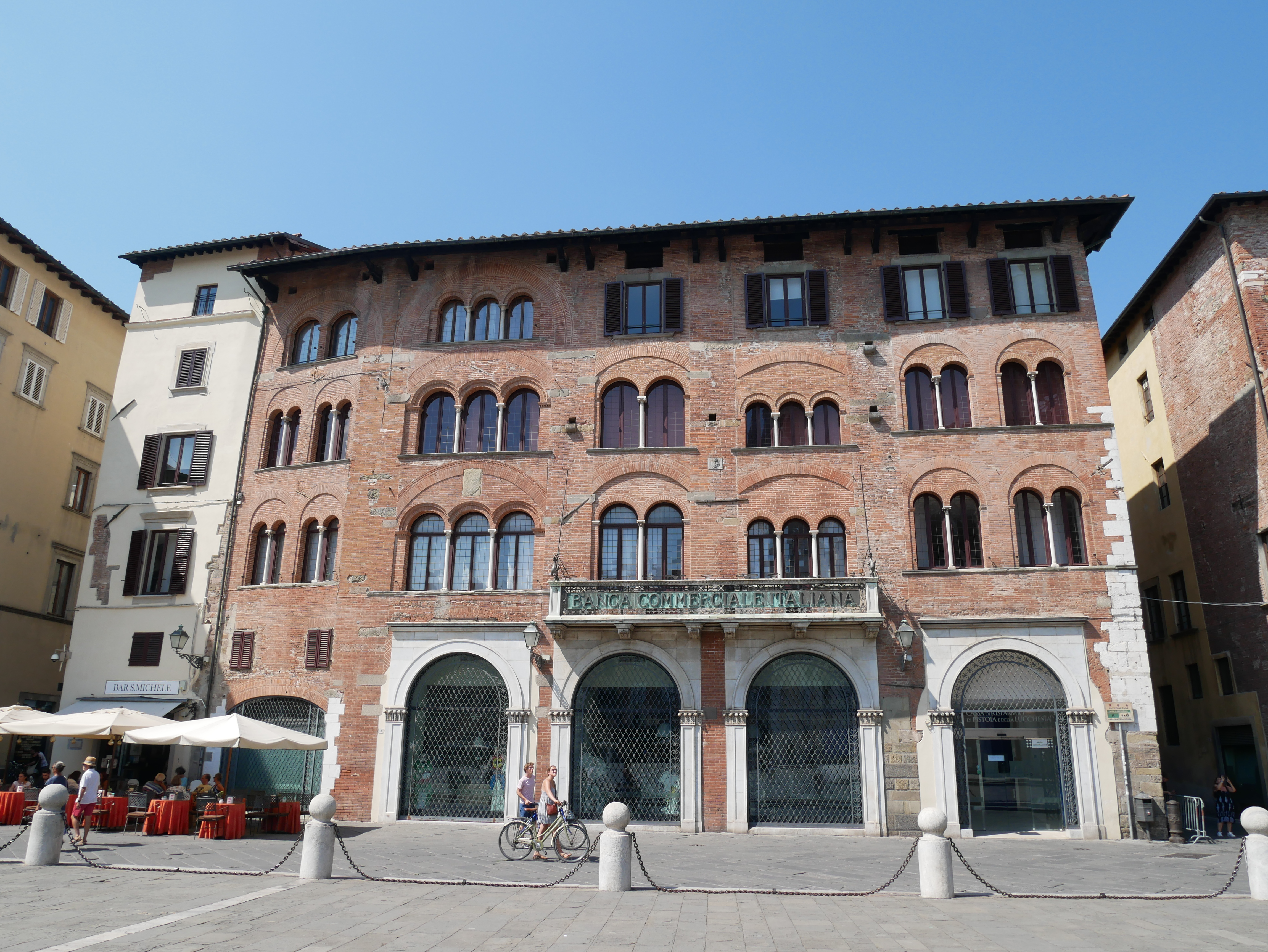
Il palazzo della ex-Banca Bertolli di Lucca